# Edurne Pasaban
Edurne Pasaban Lizarribar (Tolosa, Guipúzcoa, País Vasco, 1 de agosto de 1973) es una alpinista, ingeniera y empresaria española, conocida por ser la primera mujer del mundo en escalar los 14 ochomiles, montañas con una altitud superior a los 8000 m. Por este logro recibió el premio Nacional del Deporte, el premio Adventurer of the Year de la National Geographic Society y fue condecorada con la Real Orden del Mérito Deportivo. A día de hoy, compagina puestos de responsabilidad en diversas empresas con su actividad como conferenciante.
En sus ponencias expone los principios fundamentales y herramientas que ha adquirido en sus años de carrera profesional, tanto en el mundo deportivo como en el empresarial. Durante algún tiempo impartió anualmente sus ponencias en escuelas de negocio, universidades y empresas dirigidas a equipos de trabajo a nivel directivo y de planta. La temática a partir de sus experiencias personales es la fijación de pautas para marcar objetivos concretos y vencer obstáculos, incertidumbres y dificultades que aparezcan en el desarrollo de su actividad. 
Pasaban es, además de ingeniera técnica industrial por la Universidad del País Vasco, Senior Executive Program (SEP). Ha realizado una maestría en gestión de recursos humanos por Esade, una maestría en asesoría ejecutiva y administración en el IE Business School de Madrid, y entre otras distinciones, ha sido finalista en la candidatura al premio Príncipe de Asturias de los Deportes de 2010, ha recibido el premio Adventurer of the Year de National Geographic de 2010, el premio Nacional del Deporte Reina Sofía de 2011, el premio Vasca Universal de 2011 y la distinción Lan Onari otorgada en 2009 por el Gobierno Vasco en reconocimiento a su trabajo. 
Pasaban es la primera mujer en la historia en ascender a los 14 ochomiles (son las montañas de todo el mundo de más de 8000 metros de altitud) del planeta y la vigésima primera persona incluyendo a los hombres. Completó su gesta en nueve años, desde su primera ascensión a un ochomil en el Everest el 23 de mayo de 2001 a la última del Shisha Pangma el 17 de mayo de 2010.
La alpinista guipuzcoana contó habitualmente entre sus principales patrocinadores con el programa de Televisión Española (TVE) Al filo de lo imposible, que la acompañó en sus últimas ocho ascensiones.

## Biografía
Edurne Pasaban Lizarribar estudió ingeniería técnica industrial y posteriormente realizó un maestría de negocios en la Escuela Superior de Administración y Dirección de Empresas (Esade) de Barcelona. A continuación, trabajó durante cuatro años en la empresa familiar dedicada a la construcción de maquinaria, compaginándolo con los entrenamientos planificados desde el centro Kemen de Lazcano.
Reside y trabaja en Barcelona impartiendo conferencias sobre superación personal en Esade, se prepara para obtener el título de entrenador personal y se entrena de forma diaria tres o cuatro horas en el centro de Alto Rendimiento de Sant Cugat (Santurce). Además, es propietaria de la casa-restaurante de turismo rural Abeletxe, situada en Cizúrquil (Guipúzcoa).
A los catorce años comenzó a escalar en roca en el club de montaña de Tolosa y poco a poco se fue adentrando en el mundo del alpinismo realizando ascensiones de mayor dificultad, como a los Pirineos, los Alpes (en ambos pasaba sus vacaciones), los Andes y el Himalaya. En 1989, a los dieciséis años, viajó por primera vez a los Alpes, donde ascendió el Mont Blanc (4810 m), el Cervino (4478 m) y el Monte Rosa (4614 m). Con solo diecisiete años llegó a la cumbre del volcán Chimborazo, de 6310 m. En 1994, con veintiún años, de nuevo en el Ecuador, al Chimborazo le sumó el Cotopaxi (5897 m), el Tungurahua (5023 m) y el Guagua Pichincha (4971 m). En 1996 se trasladó hasta la cordillera Blanca del Perú y entre otras montañas holló el Nevado Ishinca (5530 m) y el Urús (5495 m).
En 1998 viajó por primera vez al Himalaya con el club de montaña de Tolosa e intentó conquistar su primer ochomil, el Dhaulagiri (8167 m), pero tuvo que renunciar a falta de 272 m para la cima por la gran cantidad de nieve acumulada. Tras volver a intentarlo de nuevo sin éxito en 2001, finalmente el 1 de mayo de 2008 consiguió alcanzar la cumbre de este ochomil.
A finales de 2012 publicó el libro sobre asesoría Objetivo: confianza, donde se recoge la expedición al Everest en 2011.

### Ascensiones de ochomiles en el Himalaya

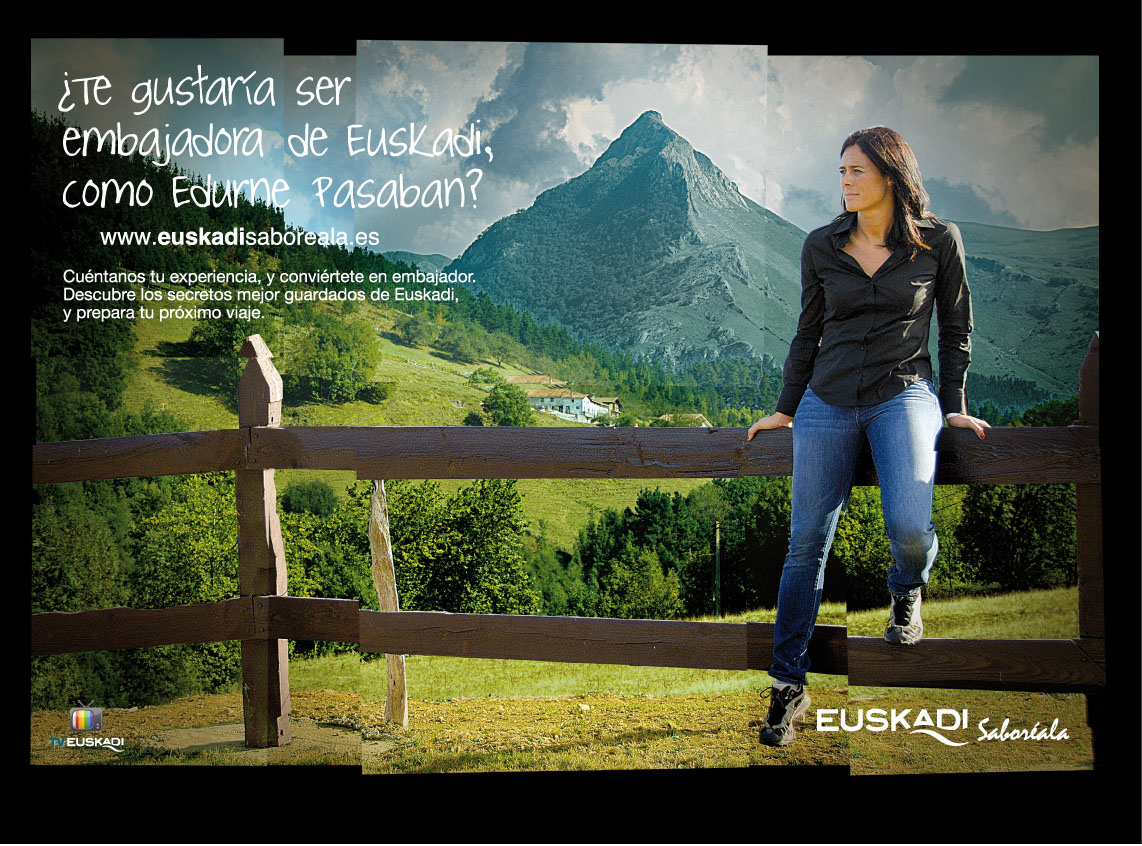
Valla de Edurne Pasaban en una campaña de turismo del País Vasco.

El 23 de mayo de 2001 Pasaban alcanza la cima de su primer ochomil, el Everest (8848 m), con ayuda de oxígeno artificial, por la vía del Collado Sur, junto con Silvio Mondinelli, Mario Merelli, Iván Vallejo y Dawa II Sherpa.
Era su tercera tentativa, tras desistir en dos expediciones anteriores (en 1999 y 2000), por cuestiones meteorológicas, por la vía Mallory y sin oxígeno suplementario, la última de ellas ya con Mondinelli y Merelli. Se convertía así en la tercera mujer española en hollar el Everest tras la leridana Araceli Segarra en 1996 y la viguesa Chus Lago en 1999.
En octubre de 2001 Pasaban intentó por segunda vez escalar el Dhaulagiri (8167 m) junto con los alpinistas Carlos Soria Fontán, Pepe Garcés, Mondinelli y Merelli, de nuevo sin éxito. Intentaban la vertiente Norte. Lo peor viene cuando, regresando de un intento de cumbre, Garcés muere al resbalar y caer al vacío.
A continuación encabezó en el mismo mes un equipo que intentó el rescate de los cadáveres de cinco montañeros vascos y navarros que acababan de fallecer en el Pumori (en el Himalaya), misión de la que tuvieron que desistir debido al gran peligro de desprendimientos.
El 16 de mayo de 2002 sumó su segundo ochomil, el Makalu (8465 m), al hacer cima junto a Mondinelli, Merelli y Carlos Pauner. Ascenso por la vía de los Franceses. Durante el senderismo de aproximación al campo base habían sido interceptados por un grupo de guerrilleros maoístas, que les exigieron el pago de una cantidad de dinero.
Intenta sin éxito el Annapurna por la pared Sur esa misma temporada, en compañía de Mondinelli, Merelli, Pauner, Abele Blanc y Kristian Kuntner.
El 5 de octubre de 2002, alcanzó la cumbre del Cho Oyu (8201 m) junto a Juanito Oiarzabal, Iván Vallejo y José Ramón Aguirre Marrón. Se convierte entonces en la española con más ochomiles.
En 2003 logró cumplir sus tres objetivos: hizo cima el 26 de mayo en el Lhotse (8516 m) con Vallejo e Ion Goikoetxea, el 19 de julio alcanzó el Gasherbrum II (8035 m) con Oiarzabal, Bereziartua y Aguirre y una semana después, el 26 de julio, el Gasherbrum I (8068 m, también conocido como Hidden Peak), con Oiarzabal y Bereziartua. En estas dos últimas ascensiones le acompaña por primera vez un equipo de Al filo de lo imposible.
Desde entonces programó con Oiarzabal el ascender al año siguiente al K-2 (8611 m), en el que grabaron un documental para el programa Al filo de lo imposible. Este séptimo ochomil y vigésimo primero del alavés lo consiguieron junto con Juan Vallejo y Mikel Zabalza el 26 de julio de 2004 por el denominado «Espolón de los Abruzzos». En el descenso Edurne sufrió la congelación de dos falanges de los dos dedos segundos de los pies y Oiarzabal de los diez dedos de sus pies, que debieron ser amputados en ambos casos semanas más tarde en la Mutua de Accidentes de Zaragoza (MAZ), clínica especializada en la congelación de miembros, en donde estuvieron internados durante quince días.

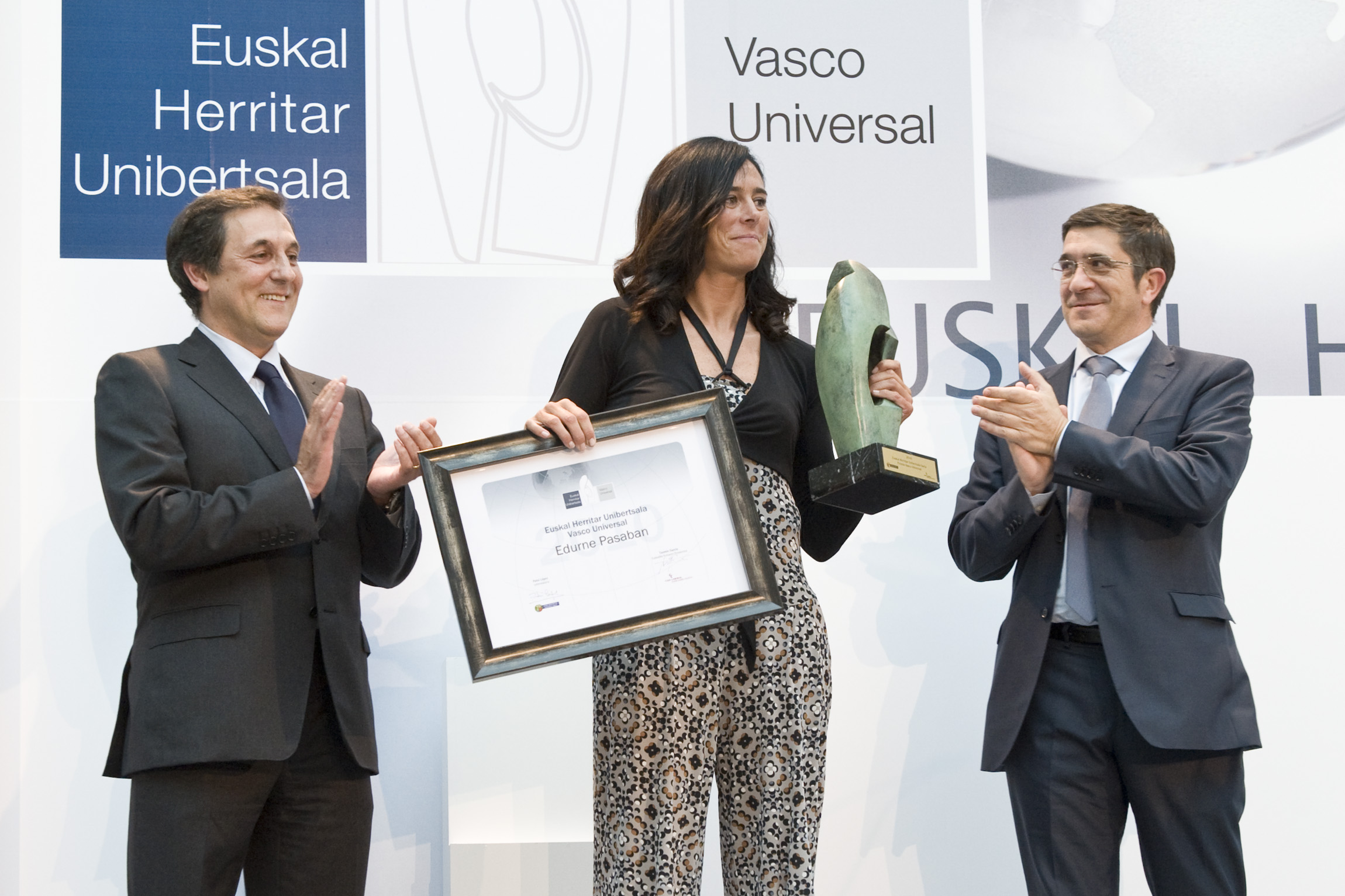
Pasaban recibe el premio Vasca Universal de 2010.

Es una de las cinco mujeres –a fecha de mayo de 2010– que han escalado el K2, junto con la italiana Nives Meroi, la japonesa Yuka Komatsu, la coreana Oh Eun-sun y la noruega Cecilie Skog, que vive para contarlo, pues la gran mayoría de las mujeres que alcanzaron esta cima fallecieron en su descenso o en ascensiones posteriores a otras montañas, como la excelente escaladora polaca Wanda Rutkiewicz.
Partió de nuevo hacia el Himalaya y el 20 de julio de 2005 escaló el Nanga Parbat (8125 m), en compañía de Josu Bereziartu, Marianne Chapuisat, Ester Sabadell, Meherban Karim e Iván Vallejo. La idea original de la expedición era intentar después el Broad Peak, pero la dureza de la expedición al Nanga y el anuncio de malas condiciones climatológicas les hicieron desistir de su segundo objetivo. A su regreso cayó en una depresión durante un año y medio que estuvo a punto de hacerle desistir de su intento de ser la primera mujer en ascender a los catorce ochomiles.
Tras recuperarse, el 12 de julio de 2007 acumuló su noveno ochomil al culminar el ascenso al Broad Peak (8047 m), aunque falló en su intento de alcanzar el Shisha Pangma (8046 m).
El 1 de mayo de 2008 alcanzó la cima del Dhaulagiri (8167 m) y el 5 de octubre de 2008 alcanzó la cima del Manaslu (8156 m), junto a Alex Txikon, Asier Izaguirre, Zabalza, Ester Sabadell (que sufrió congelaciones en varios dedos), Ferrán Latorre, Juanjo Garra y los serpas Muktu, habitual en las expediciones de Pasaban desde 1998, y Pemba. Tras hacer cima en el Manaslu, sumaba su undécimo ochomil de los catorce existentes, igualando los que tenían entonces la austriaca Gerlinde Kaltenbrunner y la italiana Meroi.
Tras concluir la ascensión se le presentó la oportunidad de ascender el Shisha Pangma (8046 m, en China), sin conseguirlo, debido nuevamente a la climatología adversa, lo que podría haber supuesto su duodécimo ochomil. Esta vez Pasaban y su equipo pretendían ascenderlo por la cara sur (la ruta británica), después de los dos fracasos de años anteriores por la cara norte.
A finales de marzo de 2009 Edurne Pasabán partió hacia Nepal junto con sus compañeros de expedición con el objetivo de escalar el Kangchenjunga, el primero de los tres ochomiles que le faltaban. Le acompañaron en la ascensión Oiarzabal, Latorre, Txikon, Izaguirre, Jorge Egocheaga, Pasang Sherpa y Zangmu Sherpa. Pasaban subió afectada por una traqueobronquitis, lo que mermó sus capacidades hasta el punto de llegar al agotamiento el segundo día del descenso. Latorre fue el primero en hacer cumbre, sobre las 14:45 del 18 de mayo, Oiarzabal, Pasaban, Izaguirre y Pasang lo hicieron dos horas después, a una hora considerada demasiado tardía para asegurarse un descenso sin problemas. Txikon se había dado la vuelta al comprobar que se les haría de noche en la bajada, y Egocheaga había tenido que descender el día anterior al campo base al padecer bronquitis, cuando ya se encontraba en el campo-4 (a 7700 metros de altitud). Edurne Pasabán se convirtió así en la cuarta mujer en alcanzar la cima, tras la inglesa Ginette Harrison (en 1998), la austríaca Kaltenbrunner (en 2006) y la surcoreana Oh Eun-sun (7 de mayo de 2009), que sumaba con éste su décimo ochomil,, aunque algunos están en discusión. No existe constancia de que lo lograra la famosa alpinista polaca Rutkiewicz, desaparecida en 1992 cuando intentaba la ascensión por la cara suroeste de esta peligrosa montaña, de la que no han vuelto cuarenta de los montañeros que intentaron su ascensión, la mayoría por causa de las muy frecuentes avalanchas. Tras la cumbre pernoctaron en el campo 4, tras más de 24 horas de esfuerzo. Al día siguiente, cuando continuaban el descenso, Pasaban, agotada, sintió que las fuerzas le abandonaban y reconoce que llegó a pensar en rendirse. Logró completar el descenso gracias al esfuerzo de sus compañeros y al oxígeno proporcionado por Oriol Riba, miembro de otra expedición. En dicho descenso tanto ella como Txikon sufrieron congelaciones, que obligaron a su internamiento en la clínica MAZ y de las que se recuperaron satisfactoriamente.
Con la cima del Kangchenjunga Pasaban se convirtió en la primera mujer en ascender doce ochomiles. Tres días antes había ascendido a esta montaña Oh Eun-sun, que entonces sumaba diez ochomiles. Kaltenbrunner igualó dos días más tarde a Pasaban al hacer cima en el Lhotse. Nives Meroi, que intentaba también alcanzar la cima en el Kangchenjunga y sumar su duodécimo ochomil, tuvo que renunciar al mostrar su esposo, Romano Benet, con el que siempre escala, graves problemas físicos. A la vista de su desventaja y de las pocas esperanzas de pronta recuperación de éste, declaró en el verano de 2009 que no seguiría intentando convertirse en la primera mujer en ascender los catorce ochomiles.
En el otoño de 2009 Pasaban, en compañía de Latorre, Txikon, Izaguirre, Pasang Sherpa y Zangmu Sherpa, intentó por cuarta vez la ascensión al Shisha Pangma (8046 m), sin éxito, debido a las desfavorables condiciones meteorológicas. La decisión de abandonar el intento coincidió con el fallecimiento de Roberto Piantoni, miembro de una expedición italiana con la que habían compartido el campo base. Los miembros de la expedición de Pasabán se unieron a los compañeros de Piantoni en la labor de recuperar su cuerpo.
El 17 de abril de 2010, en torno a las 10:30 hora española (3:45 horas más en Nepal), alcanzó la cima del Annapurna (8091 m), junto a Izaguirre, Txikon, Joao Garcia y Nacho Orviz. La cima del Annapurna, que Pasaban ya había intentado con anterioridad en mayo de 2007, fue su decimotercer ochomil.
El 17 de mayo de 2010 coronó, en lo que era el quinto intento de Edurne, el Shisha Pangma, completando de este modo los 14 ochomiles. Llegó a la cima con sus compañeros de expedición Izaguirre, Txikon y Orviz, tres miembros de una expedición italiana (Mario Panzeri, Michele Compagnioni y Alberto Magliano), y varios miembros de otras dos expediciones, española y japonesa, respectivamente.

### Después de los catorce ochomiles
Cuando acabó los catorce ochomiles, Pasaban intentó en 2011 volver a subir el Everest, esta vez sin oxígeno suplementario. Esta expedición se llamó Desafío 14+1. Finalmente, no pudo completar la ascensión por diversos motivos, generando además algo de polémica con Oiarzabal. Tras finalizar esta etapa, Pasaban manifestó públicamente su intención de formar una familia y ser madre, algo que siempre vio como incompatible con su carrera en la montaña.
En un artículo en su blog en 2017 a través de internet, Pasaban dio referencias sobre sus últimas actividades, incluyendo su nueva condición de madre de un bebé llamado Max. Asimismo, transmitió el intenso trabajo en materia humanitaria en Nepal. En este comunicado, no cerró la puerta a posibles actividades profesionales en la montaña en un futuro.
En 2018 Pasaban completa las tres últimas de las seis etapas de la carrera Gaes Pilgrim Race, carrera de bicicleta de montaña que une Madrid con Santiago de Compostela, que en dicha edición colaboró con el programa Universo y mujer del Consejo Superior de Deportes.

## Los catorce ochomiles
Edurne Pasabán ha ascendido al menos una vez los catorce ochomiles de las cordilleras del Himalaya y Karakorum.

### Ochomiles por orden cronológico
1. Everest (8848 m), China/Nepal, 23 de mayo de 2001
2. Makalu (8465 m), China/Nepal, 16 de mayo de 2002
3. Cho Oyu (8201 m), China/Nepal, 5 de octubre de 2002
4. Lhotse (8516 m), China/Nepal, 26 de mayo de 2003
5. Gasherbrum II (8035 m), China/Pakistán, 19 de julio de 2003
6. Gasherbrum I (8068 m), China/Pakistán, 26 de julio de 2003
7. K2 (8611 m), China/Pakistán, 26 de julio de 2004
8. Nanga Parbat (8125 m), Pakistán, 20 de julio de 2005
9. Broad Peak (8047 m), China/Pakistán, 12 de julio de 2007
10. Dhaulagiri (8167 m), Nepal, 1 de mayo de 2008
11. Manaslu (8156 m), Nepal, 5 de octubre de 2008[22]
12. Kangchenjunga (8598 m), India/Nepal, 18 de mayo de 2009
13. Annapurna (8091 m), Nepal, 17 de abril de 2010
14. Shisha Pangma (8027 m), Tíbet, 17 de mayo de 2010

### Carrera por ser la primera mujer en coronar los catorce ochomiles
Edurne compitió con otras mujeres por el honor y el prestigio de ser la primera en coronar los catorce ochomiles. Esta carrera no estuvo exenta de polémica, dado el alto nivel de competitividad que podía darse entre las distintas expediciones.
Las principales competidoras de Edurne eran Oh Eun-sun (Namwon, Corea del Sur), Gerlinde Kaltenbrunner (Kirchdorf an der Krems, Austria), Nives Meroi (Bonate Sotto, Italia), Anna Czerwińska (Varsovia, Polonia), Kinga Baranowska (Wejherowo, Polonia) y Badía Bonilla (México).
Algunas de estas mujeres han completado sus catorce ochomiles a posteriori, siendo reconocida internacionalmente Pasaban como la primera.

## Premios
- Premio a la mayor gesta deportiva del año para la Diputación Foral de Guipúzcoa en 2001.
- Premio deportivo de la Fundación Sabino Arana en 2002.
- Premio "Mujer y Deporte" a la mejor deportista femenina del año en España, concedido por primera vez por el Comité Olímpico Español en 2005.
- Distinción Lan Onari otorgada en 2009 por el Gobierno vasco en reconocimiento a su trabajo.[24]
- Marca Leyenda en 2010
- Premio Mujeres Progresistas 2010, otorgado por la Federación de Mujeres Progresistas.[25]

## Condecoraciones
| Distinción                                                      | Año  |
| --------------------------------------------------------------- | ---- |
| Medalla de Oro - Real Orden del Mérito Deportivo                | 2010 |
| Galardón                                                        | Año  |
| Premio Nacional del Deporte «Mejor deportista española del año» | 2010 |